# Ari Koponen
Ari Koponen, född 5 maj 1982 i Vanda, är en finländsk politiker (Sannfinländarna). Han är ledamot av Finlands riksdag sedan 2019. Han är känd som välgörenhetsperson under namnet Brother Christmas.
Koponen blev invald i riksdagsvalet 2019 med 5 383 röster från Nylands valkrets.